# Iden Gruppe
Die Iden Gruppe ist ein familiengeführtes, mittelständisches Großhandelsunternehmen mit Hauptsitz in Berlin. Mit den Sortimenten Papier-, Büro-, Schreibwaren sowie Spielwaren und Festbedarf versorgt das Traditionshaus neben dem stationären Fachhandel auch Filialisten und den E-Commerce. Die Zentrale der Gruppe befindet sich am Südkreuz in Berlin, weitere Standorte haben ihren Sitz im Land Brandenburg in Golßen, Leipzig und Nürnberg.

## Geschichte
Die Geschichte der Firma Iden beginnt, als Edmund Iden sich 1890 in Berlin als Drogist niederlässt.  Kurz darauf nimmt er gemeinsam mit seiner Frau Bertha den Handel mit Christbaumschmuck auf.  1901 folgt die Gründung eines kleinen Herstellungsbetriebs für Weihnachtsdekoration in Berlin-Neukölln.  Als Sohn Ernst 1936 die Leitung des Familienbetriebs übernimmt, erweitert er das Angebot um Faschingsartikel, Osterdekoration und Feuerwerksartikel. Zwei Jahre nach Kriegsende beginnt der Wiederaufbau mit Unterstützung seines Sohnes, Hans Iden, der bereits 1952 das Unternehmen nach dem Tod seines Vaters übernimmt.
Hans Iden erweitert das Sortiment um Papier- und Hygieneartikel. Neben dem Fachhandel wächst der Kundenstamm zu Beginn der 1960er Jahre, insbesondere im Bereich Drogerieketten und Filialbetriebe. In den 1980er Jahren stoßen die Lagerkapazitäten am Neuköllner Stammsitz an ihre Grenzen. Mit dem Erwerb einer weiteren Schreib- und Spielwarengroßhandlung im Stadtteil Moabit Anfang 1983 verfügt das Unternehmen fortan über zwei West-Berliner Niederlassungen: die Firma Ernst Iden, Inh. Hans Iden sowie der Berliner Fach C+C, der seinen Kunden mit dem Cash & Carry Abholmarkt eine direkte Warenverfügbarkeit bietet. Zugleich übernimmt Hans Jörg Iden, Sohn von Hans Iden, in vierter Generation Verantwortung im Familienbetrieb und baut das Spielwarensegment weiter aus und gibt der unternehmenseigenen Marke Idena ein Gesicht, mit zunächst 60 Artikeln vom Geschenkpapier über Collegeblöcke bis hin zu Servietten und Tischdekorationen.
1985 erfolgt die Verlegung des Neuköllner Stammhauses an einen größeren Sitz im Stadtteil Tempelhof. Drei Jahre später wird der Berliner Fach C+C nach Berlin-Spandau verlegt. Beide Standorte verfügen nun über 5.000 Quadratmeter Verkaufs- und Lagerfläche. Gleichfalls erfährt das Spandauer Unternehmen eine Umfirmierung in Iden System Großhandels GmbH.
Mit dem Ende der deutschen Teilung im Jahr 1989 entstehen erste Kundenbeziehungen zu ostdeutschen Kaufleuten. Die hohe Nachfrage nach Markenspielwaren und Schreibwaren in Ostdeutschland führt zur Expansion des Unternehmens. Ein zunächst 20.000 Quadratmeter großes Logistikcenter entsteht 1992 im Land Brandenburg auf einer Gesamtfläche von 80.000 Quadratmetern. 1996 kommt ein Standort in Leipzig hinzu und 2001 nimmt die Iden Nürnberg GmbH ihre Geschäftstätigkeit auf. 2010 eröffnet das Familienunternehmen die neu gegründete Zentrale am Bahnhof Berlin Südkreuz  mit einer Verkaufsfläche von 7.000 m². Im Jahr 2016 wird die Betriebsfläche des Logistikcenters in Golßen auf 50.000 Quadratmeter erweitert.
Mit dem schrittweisen Ausbau des Logistikcenters verstärkt das Unternehmen seine Aktivitäten im Logistikbereich für unterschiedliche Handelsformen wie dem Fachhandel, den Filialisten und dem E-Commerce. Seit 2023 trägt Ilja Maximilian Iden in fünfter Generation Verantwortung im Logistikcenter, wobei sein Fokus auf der Digitalisierung sowie Logistiklösungen für den Online-Handel, wie dem Dropshipping liegt.

## Unternehmen
Geschäftsfelder des Unternehmens
Großhandel
Der Großhandel der Iden Gruppe richtet sich an gewerbliche Kunden und hält in seinen Großhandelsfachmärkten rund 70.000 Markenprodukte für den Sofortbedarf vorrätig. Alternativ erfolgt die Bestellabwicklung über den Iden B2B Webshop mit 50.000 Artikeln, der als Hauptabsatzkanal für den Fachhandel gilt. Die von Hans Jörg Iden im Jahre 1991 gegründete Händlerkooperation duo schreib & spiel Verwaltungsges. mbH & Co. Vertriebs KG vereint über 600 Anschlusshäuser aus der Schreib- und Spielwarenbranche. Neben Zentralregulierungs- und Marketingaktivitäten bietet die Kooperation einen Online-Marktplatz für seine Anschlusshäuser an.
Geschäftsfeld System- und Logistikdienstleistungen
Mit der kontinuierlichen Erweiterung der Lagerflächen im Logistikcenter geht der Ausbau von Dienstleistungen in der Systemlogistik einher, deren Schwerpunkt in der Bündelung der Industrie-Marken und kundenindividuell gestalteten Regal-Layouts liegt. Das Angebot richtet sich insbesondere an Filialisten und Kaufhäuser. Die Implementierung eines halbautomatischen Kleinteilelagers mit rund 7.000 Behälterstellplätzen bedient das Geschäftsfeld Dropshipping, das Kleinstbestellungen im B2C-Bereich für Onlinebetreiber direkt an den Konsumenten ausführt, ohne dass der Händler die im E-Commerce angebotenen Produkte selbst vorrätig halten muss.
Geschäftsfeld Marke Idena
Mit der Herleitung aus dem Firmennamen vermag die Marke Idena die Tradition der Marke Iden weiterzuführen. Bereits seit den 60er Jahren vertreibt die Iden Gruppe neben den Marken der Industrie die unternehmenseigene Marke in den Sortimentsbereichen Büro & Schreibwaren, Bildung & Lernen, Kreativ & Gestalten, Spiel & Sport sowie Feste & Ereignisse und Verpacken & Schenken. Mit etwa 1.200 Produkten präsentiert sich das Idena-Sortiment auf seiner B2C-Plattform.
Nachhaltigkeit
Die Iden Gruppe stellt ihr Angebot sukzessive auf FSC-zertifizierte Produkte aus nachhaltiger Holzwirtschaft um. Das Unternehmen unterstützt die BSCI-Initiative und setzt auf CO₂-sparende Emissionen durch die Bündelung von Transportwegen sowie Investitionen in neue Energien wie einem Blockheizkraftwerk im Logistikcenter in Golßen. Auf gesellschaftlicher Ebene fördert die Iden Gruppe das christliche Kinder- und Jugendwerk „Die Arche“ mit Sachspenden aus den Bereichen Schreib- und Spielwaren sowie Schule, Kreativ und Festbedarf. 